# Ouvrage du Bois-du-Four
L'ouvrage du Bois-du-Four, appelé par l'association qui l'entretient ouvrage A5 du Bois du Four, est un ouvrage fortifié de la ligne Maginot, situé sur la commune de Villers-la-Montagne, dans le département de Meurthe-et-Moselle.
C'est un petit ouvrage d'infanterie, monobloc. Construit à partir de 1931, il n'a pas été épargné par les combats de juin 1940. Il a ensuite été dépouillé de ses équipements cuirassés par les Allemands durant l'occupation. Il est depuis 1992 entretenu par une association, qui l'a restauré. Les extérieurs sont entretenus avec un mémorial, dédié à l'équipage, équipé d'une tourelle de char Renault FT, ainsi qu'une aire de pique-nique.

## Position sur la ligne
Faisant partie du sous-secteur de Morfontaine dans le secteur fortifié de la Crusnes, l'ouvrage du Bois-du-Four, portant l'indicatif A 5, est intégré à la « ligne principale de résistance » entre les casemates d'intervalle de Villers-la-Montagne Est (C 17) à l'ouest et de Verbusch Ouest (C 18) à l'est, à portée de tir des canons des gros ouvrages de Latiremont (A 3) plus à l'ouest et de Bréhain (A 6) plus à l'est.

## Description
Du projet initial de la CORF, qui prévoyait un ouvrage d'artillerie comportant cinq blocs de combat (armés de trois tourelles pour canons de 75 mm et une pour lance-bombes de 135 mm) avec deux entrées des hommes et des munitions séparées, il n'a été construit que le bloc nord, armé en ouvrage d'infanterie monobloc. L'ouvrage s'établit sur trois niveaux : l'étage supérieur, l'étage inférieur et une courte galerie à 30 mètres de profondeur. L'énergie est fournie par deux groupes électrogènes, composés chacun d'un moteur diesel SUPDI (développant 35 ch, fabriqué à Puteaux) couplé à un alternateur.
Le bloc est l'équivalent de trois blocs réunis en un seul, avec l'armement de deux casemates et d'un bloc-tourelle entre les deux :
- flanquant vers l'est un créneau mixte pour JM/AC 47 (jumelage de mitrailleuses et canon antichar de 47 mm) et un autre créneau pour JM ;
- flanquant vers l'est un créneau mixte pour JM/AC 47, un autre créneau pour JM et deux créneaux pour mortiers de 81 mm (en sous-sol, tirant par le fossé diamant) ;
- défendant l'entrée un troisième créneau mixte pour JM/AC 47 ;
- sur les dessus une tourelle de mitrailleuses, trois cloches GFM (guetteur et fusil-mitrailleur) et une cloche VDP (vision directe et périscopique, indicatif O 9).

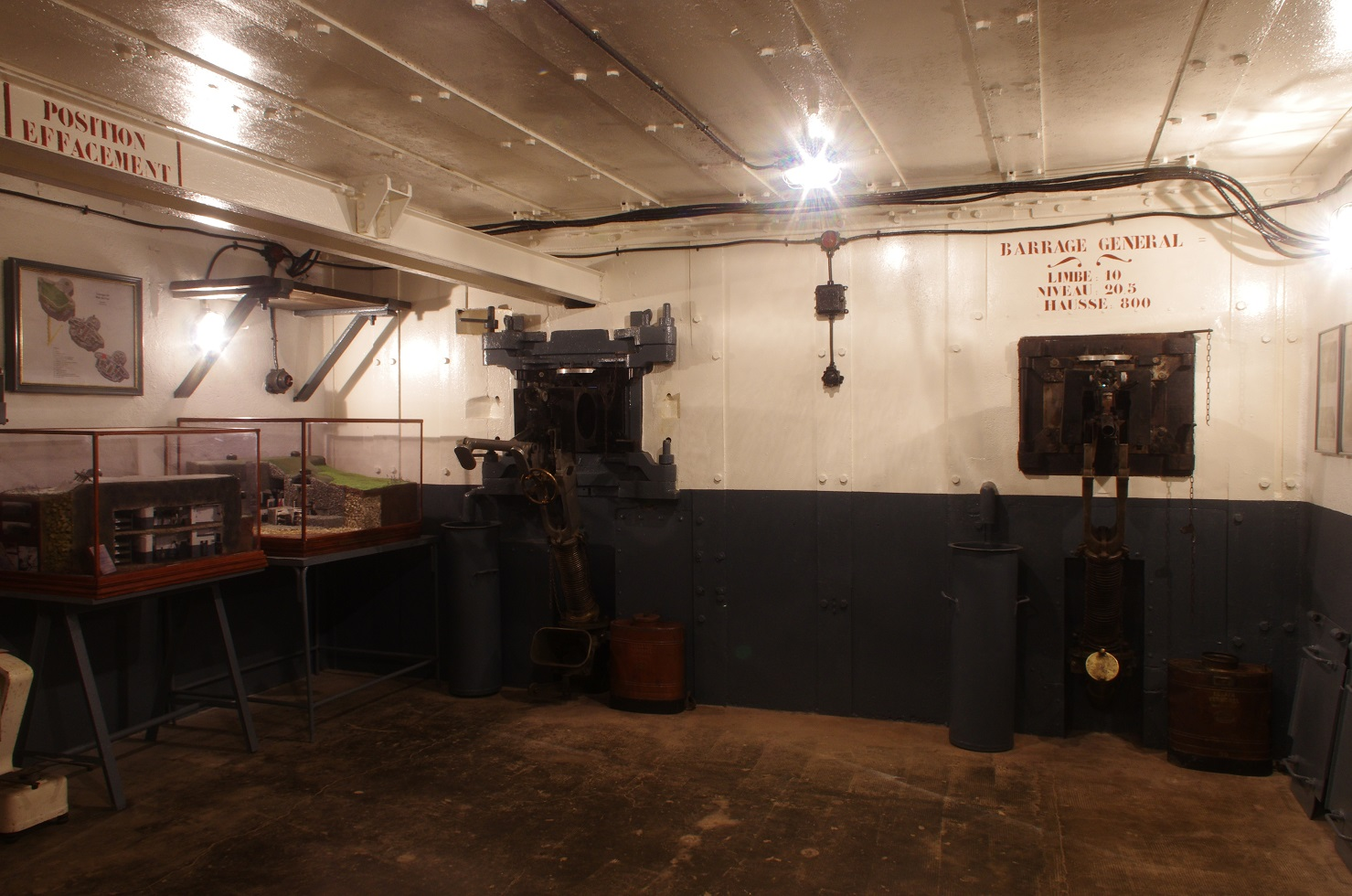
Chambre de tir pour deux JM.
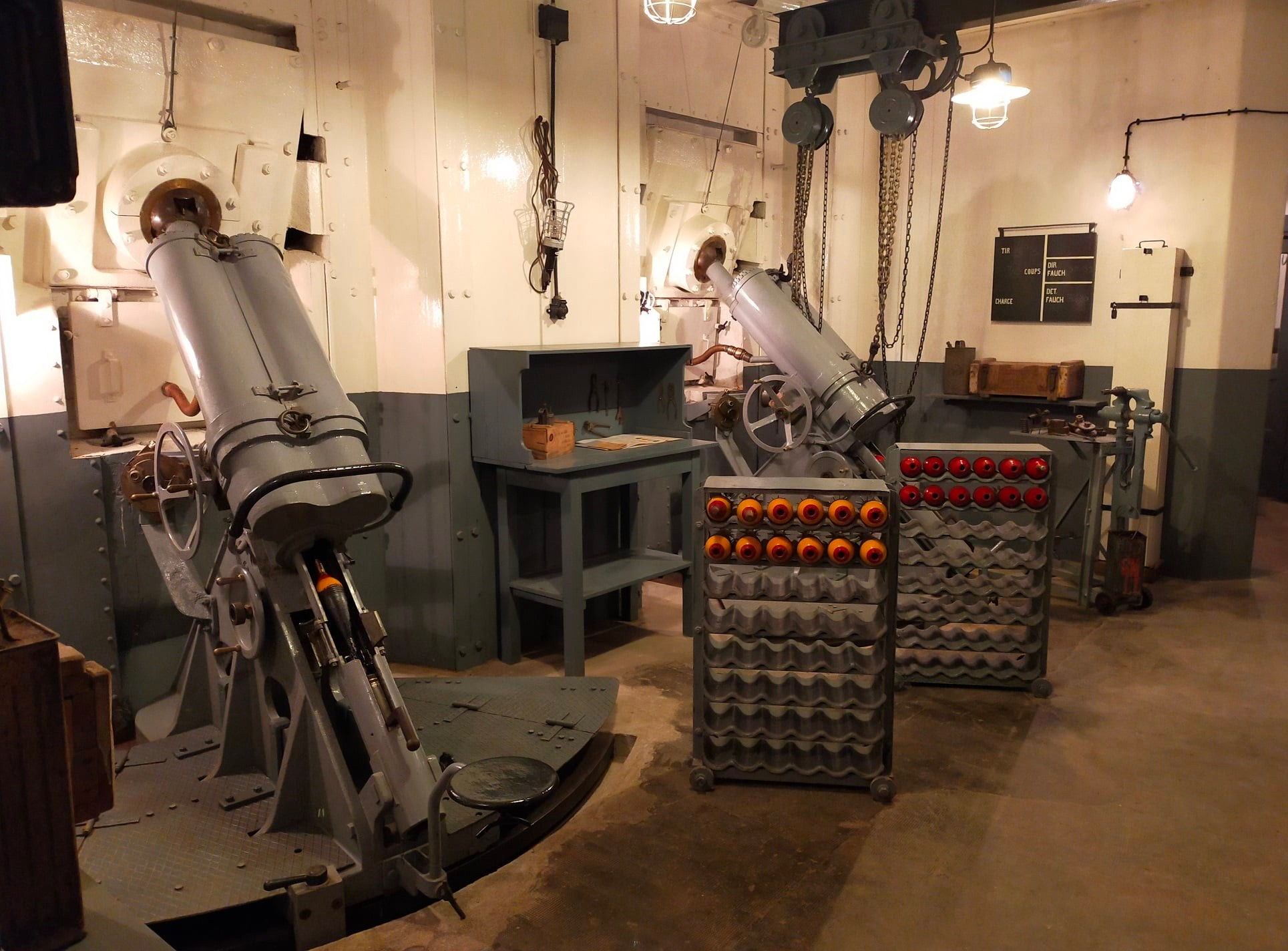
chambre de tir de mortiers de 81 de type B.
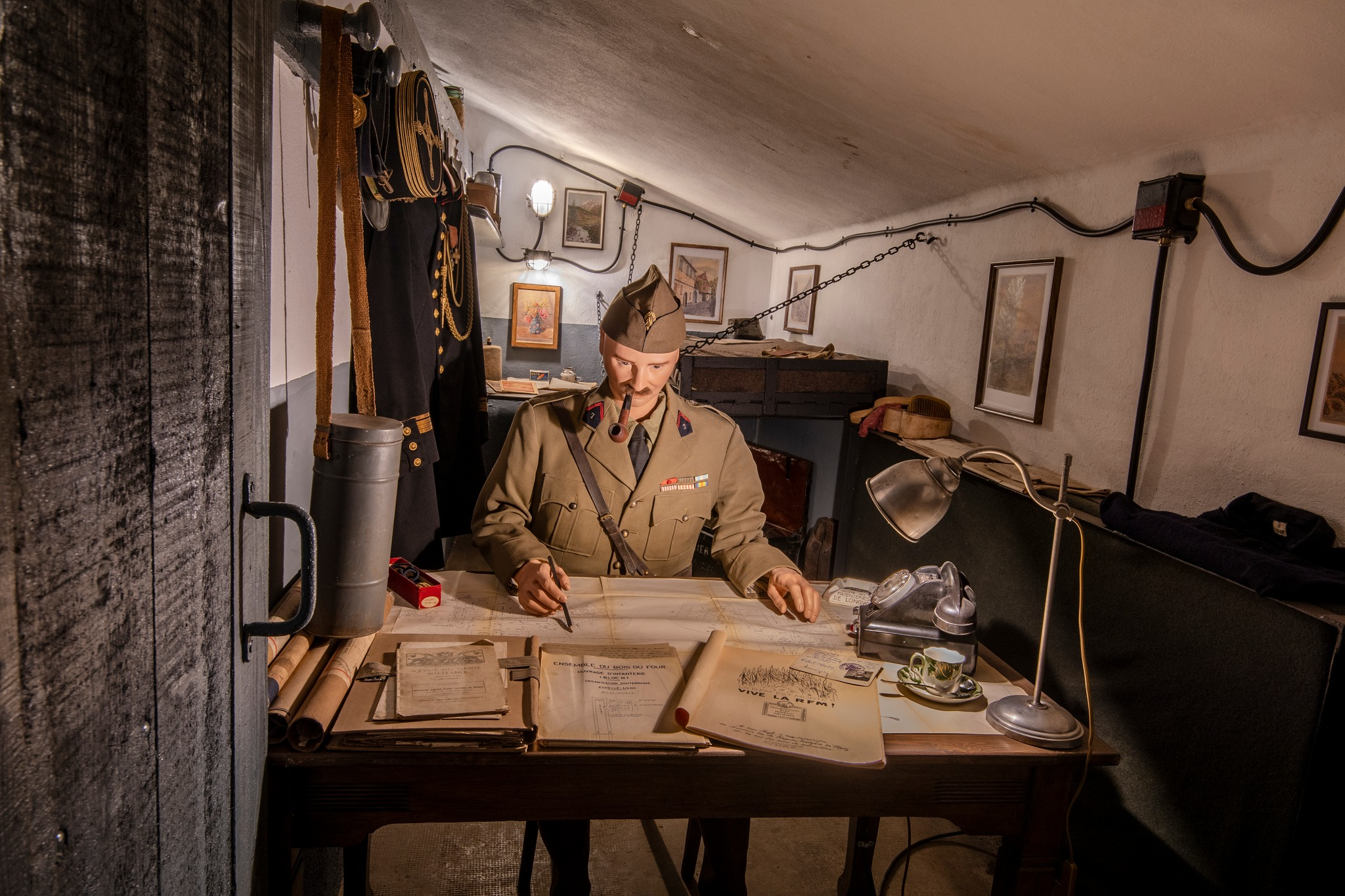
Chambrée du Capitaine Ollagnier concepteur de l'ouvrage.
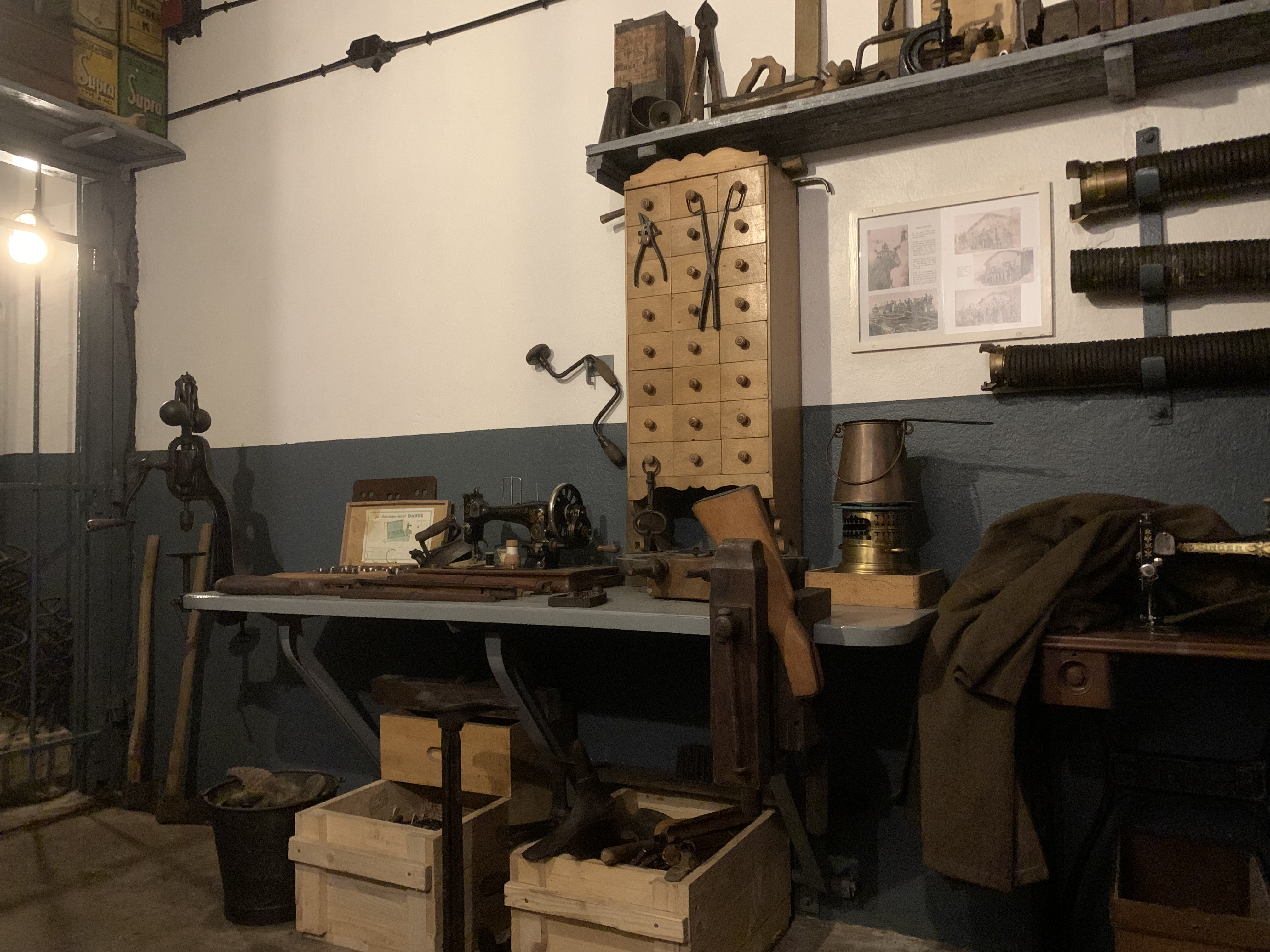
Atelier salle des citernes.
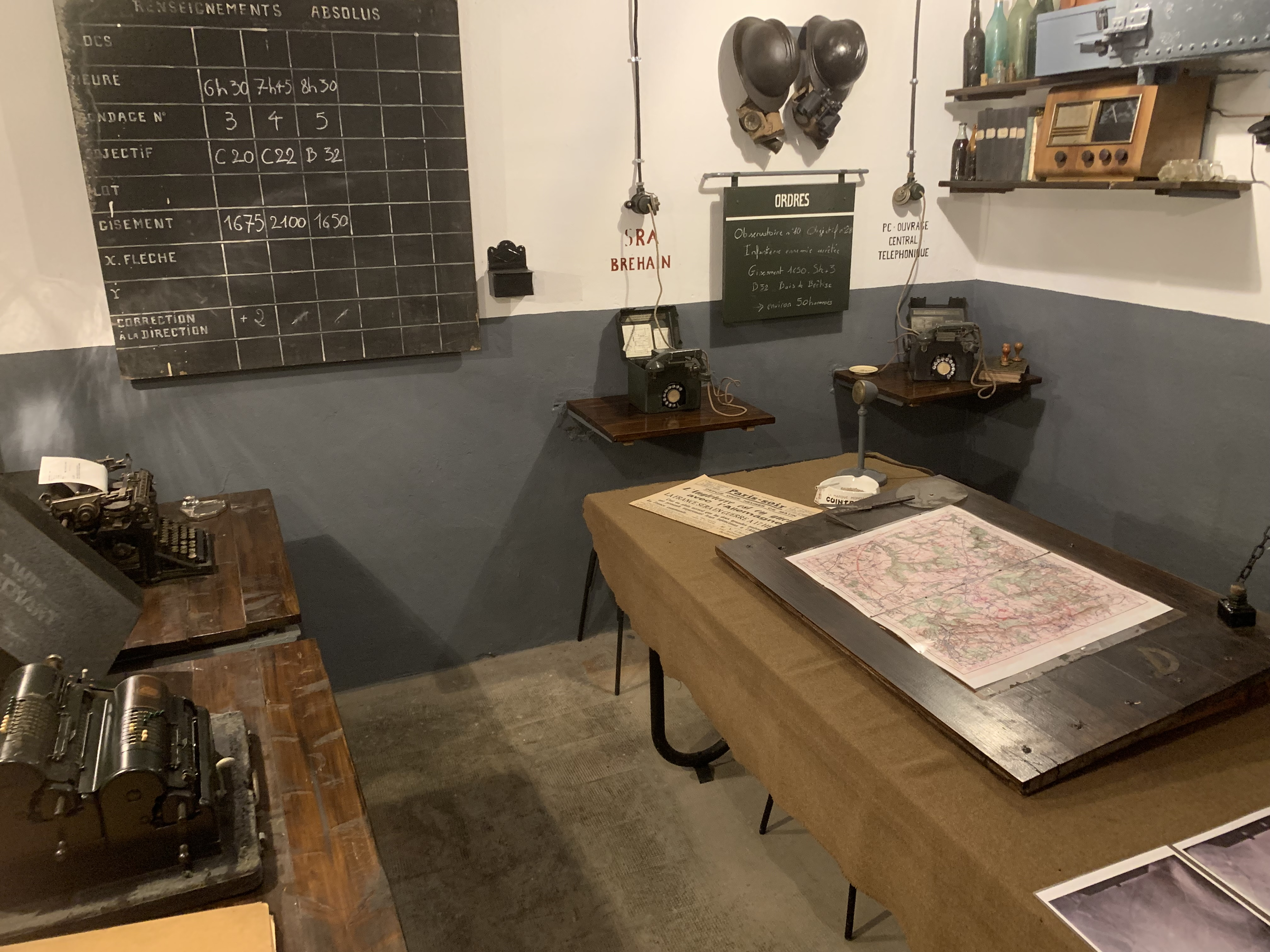
PC des mortiers de 81.
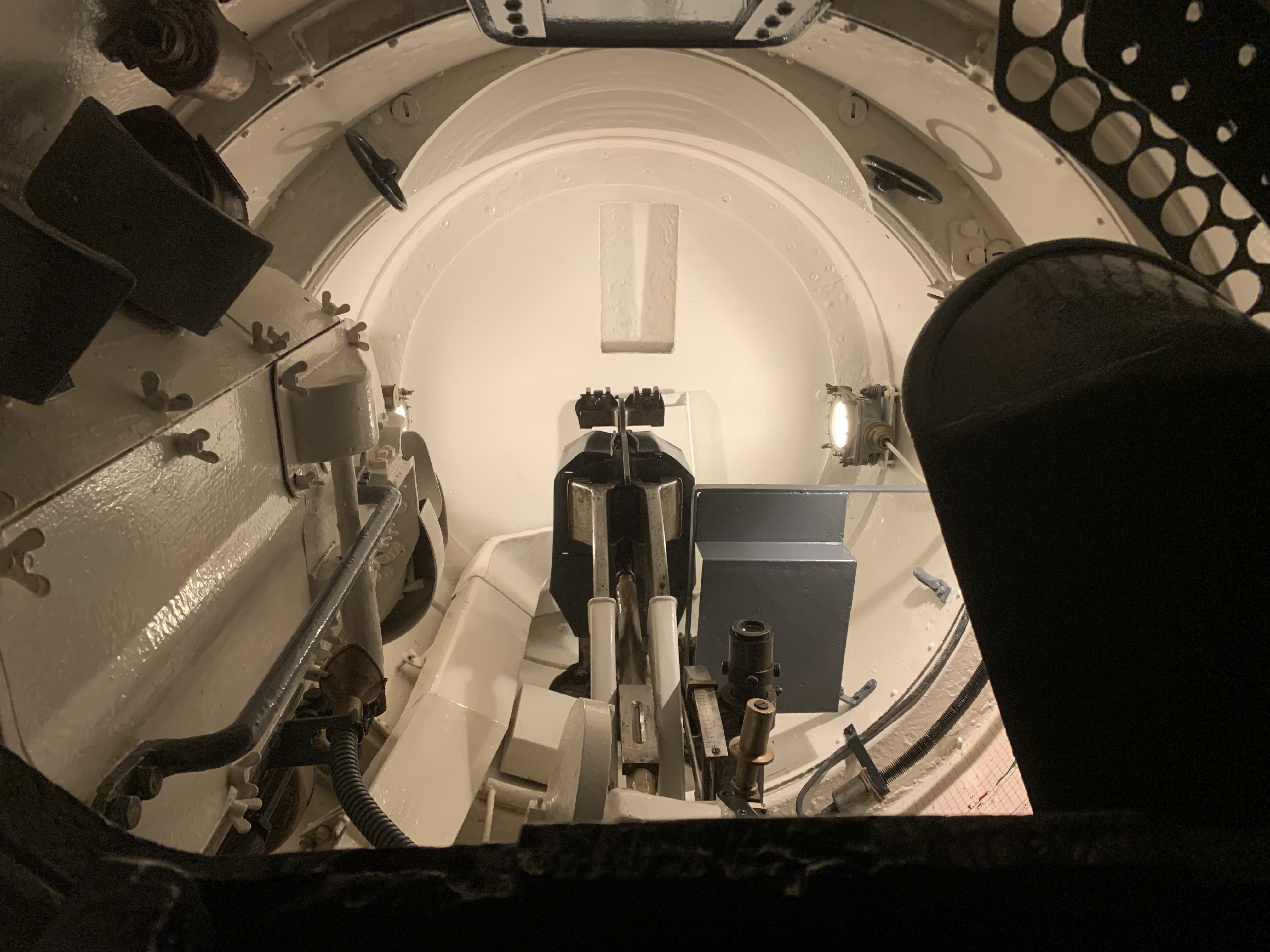
Tourelle à éclipse.
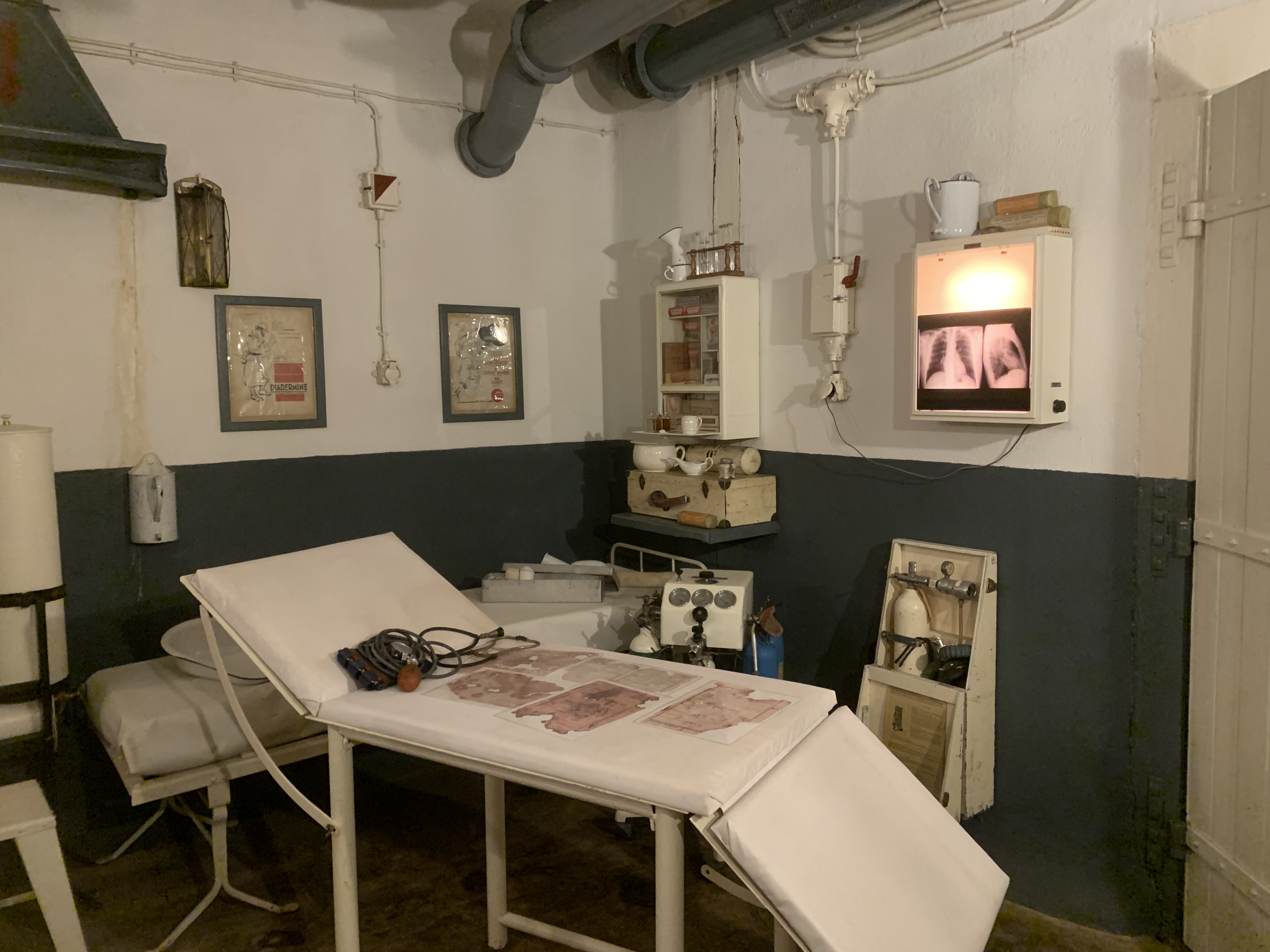
Infirmerie.
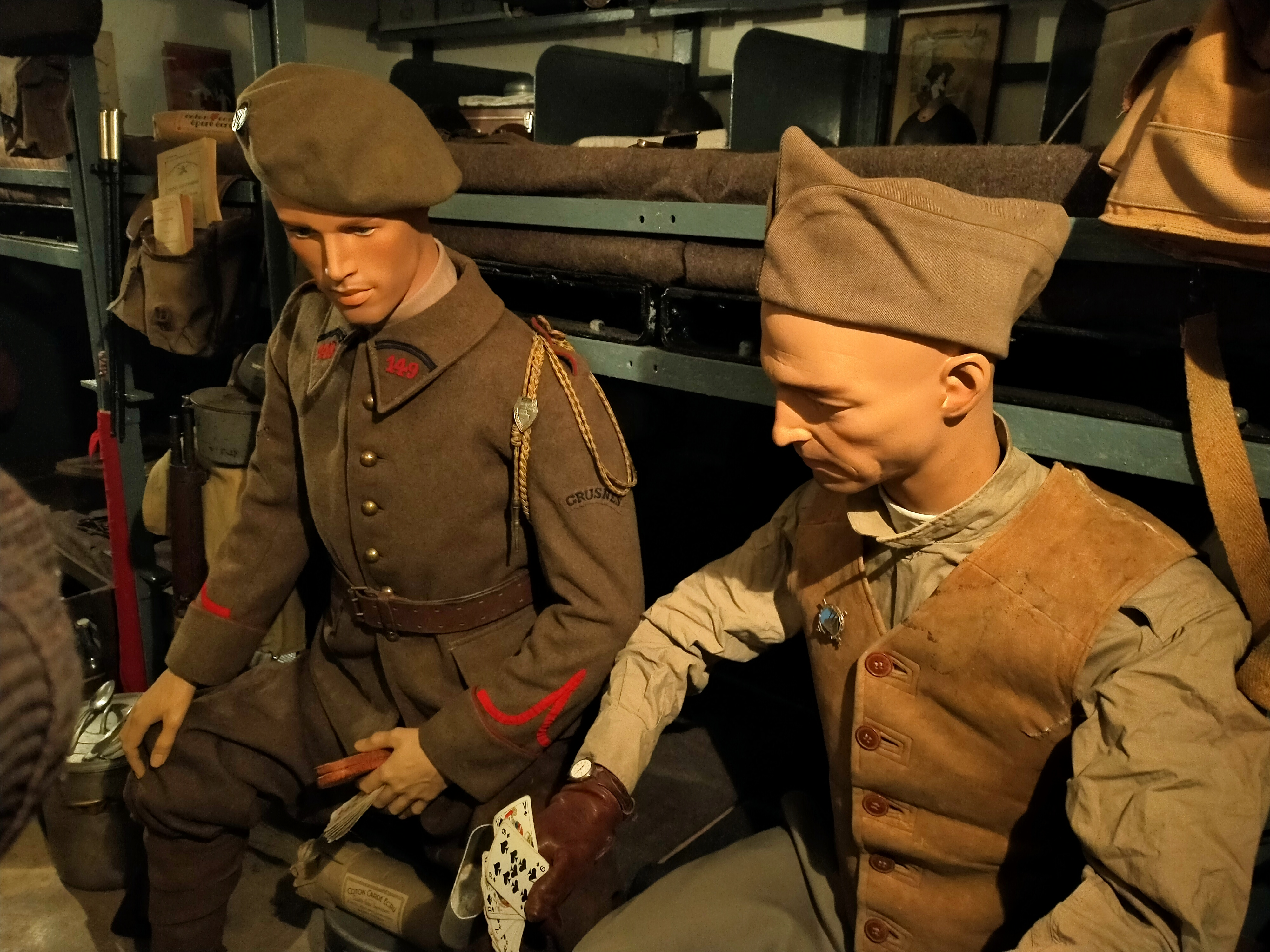
Chambrée des hommes.
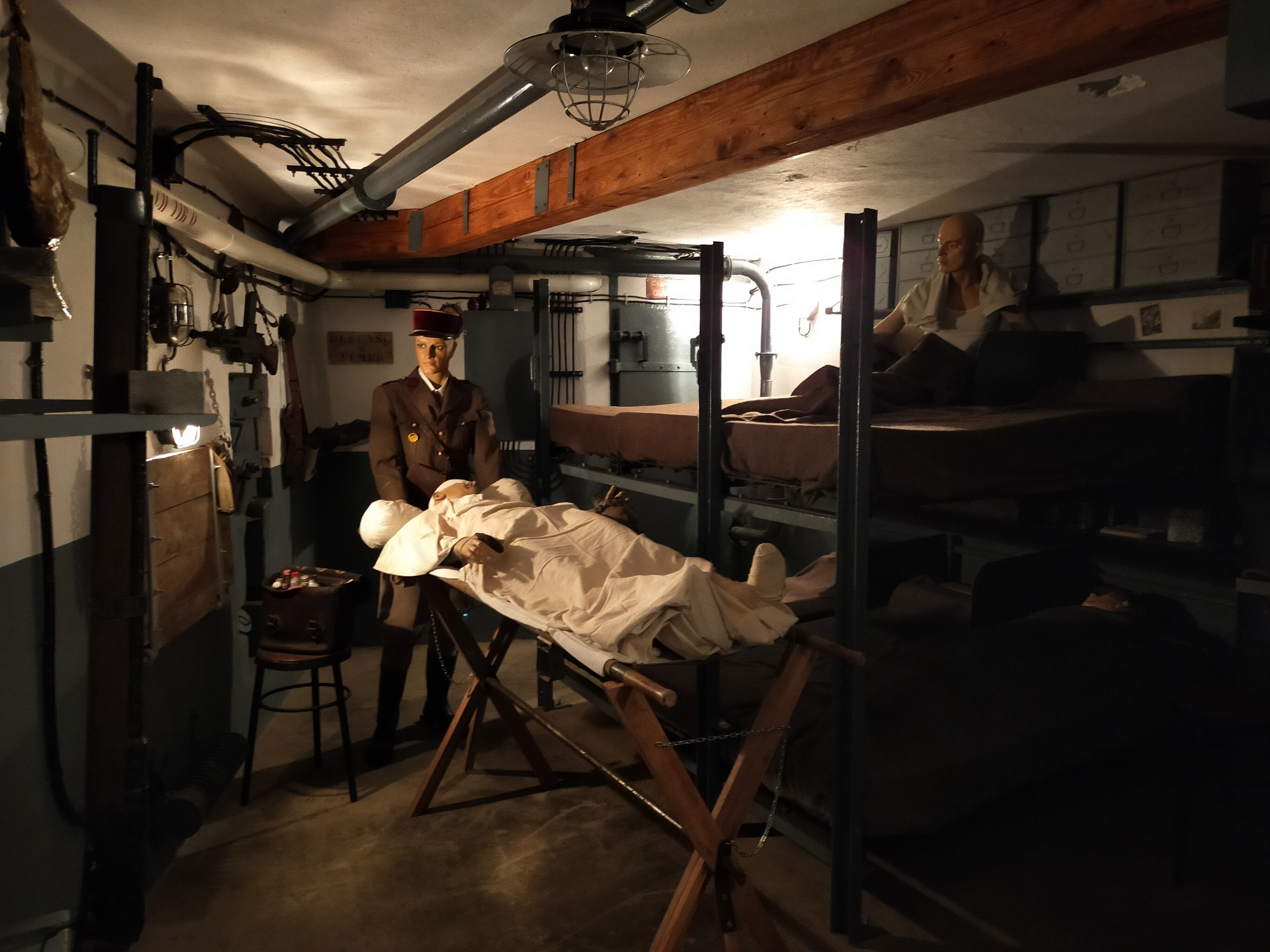
caponnière ouest.
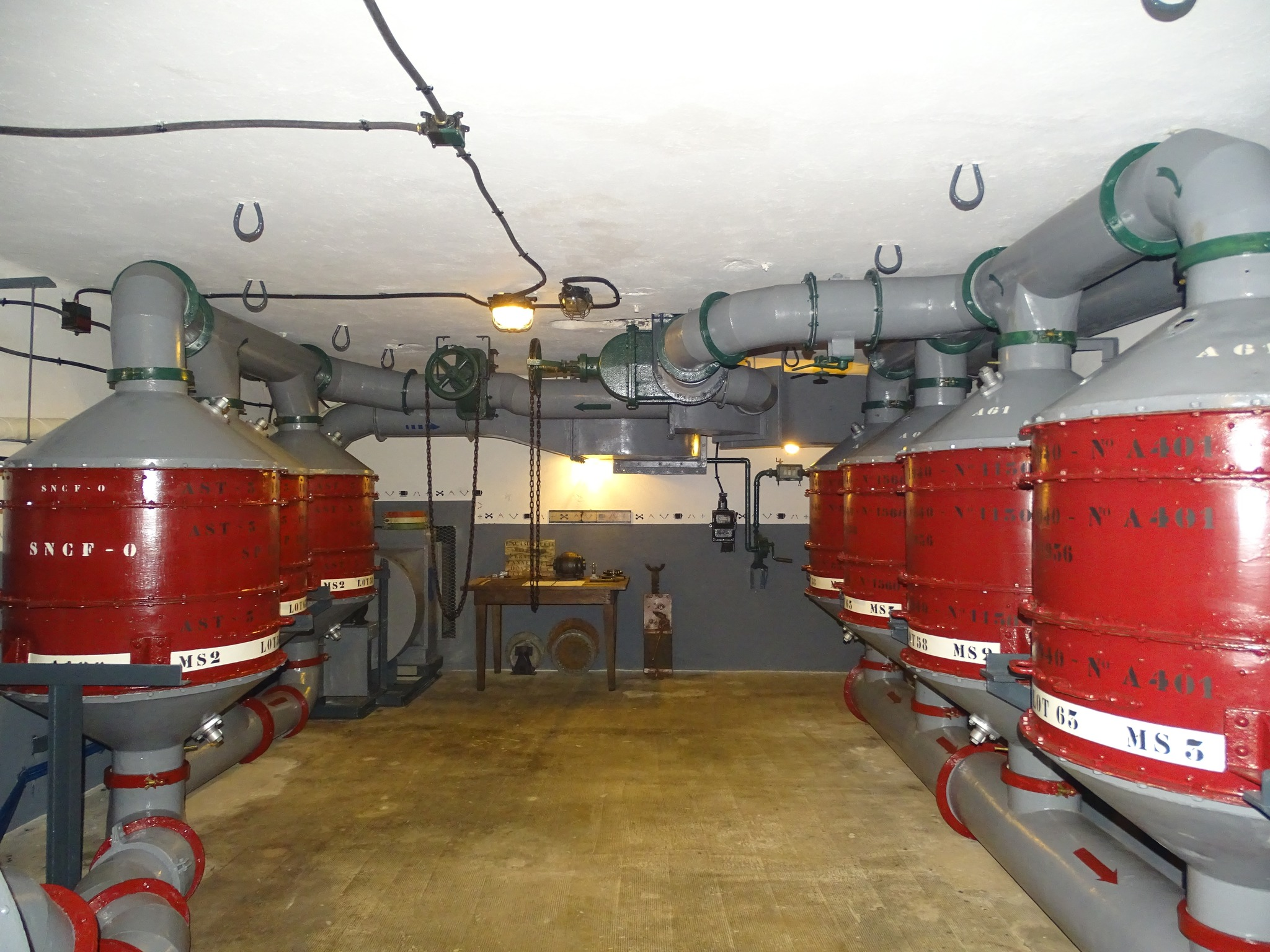
salle des filtres

## L'ouvrage aujourd'hui
Il est situé sur un site éco-touristique sécurisé avec parking naturel gratuit et aire de pique-nique. Situé sur le point le plus haut du pays de Longwy, il offre une vue sur la vallée de la Chiers jusqu'aux côtes de Meuse. L'association propose une muséographie faisant la part belle sur l'histoire longovicienne (de Longwy), du fer et de la faïence.
L'ouvrage, restauré par l'association depuis 1992, est ouvert régulièrement au public :
- tous les dimanches de juin à septembre, départs à 14 h et 16 h ;
- pour les groupes toute l'année sur réservation (éligible Pass Culture, y compris pour les groupes scolaires) ;
- ouvertures exceptionnelles avec reconstituants les 1er week-end de juin (ouverture saison), d'août (la nuit des étoiles) avec le samedi présence du club d'astronomie de Longwy et 1er dimanche de décembre (Saint-Nicolas dans la ligne Maginot) ;
- week-end des Journées européennes du patrimoine, non-stop de 10 h à 17 h (payant) ;
- soirée Nuit européenne des musées, sur réservation (payant).